# Mourão (Portugal)
Pour les articles homonymes, voir Mourão.
Mourão est une ville et municipalité du district d'Évora au Portugal.

## Histoire
En mai ou juin 1477, une bataille entre Portugais et Castillans a lieu dans les environs de Mourão.

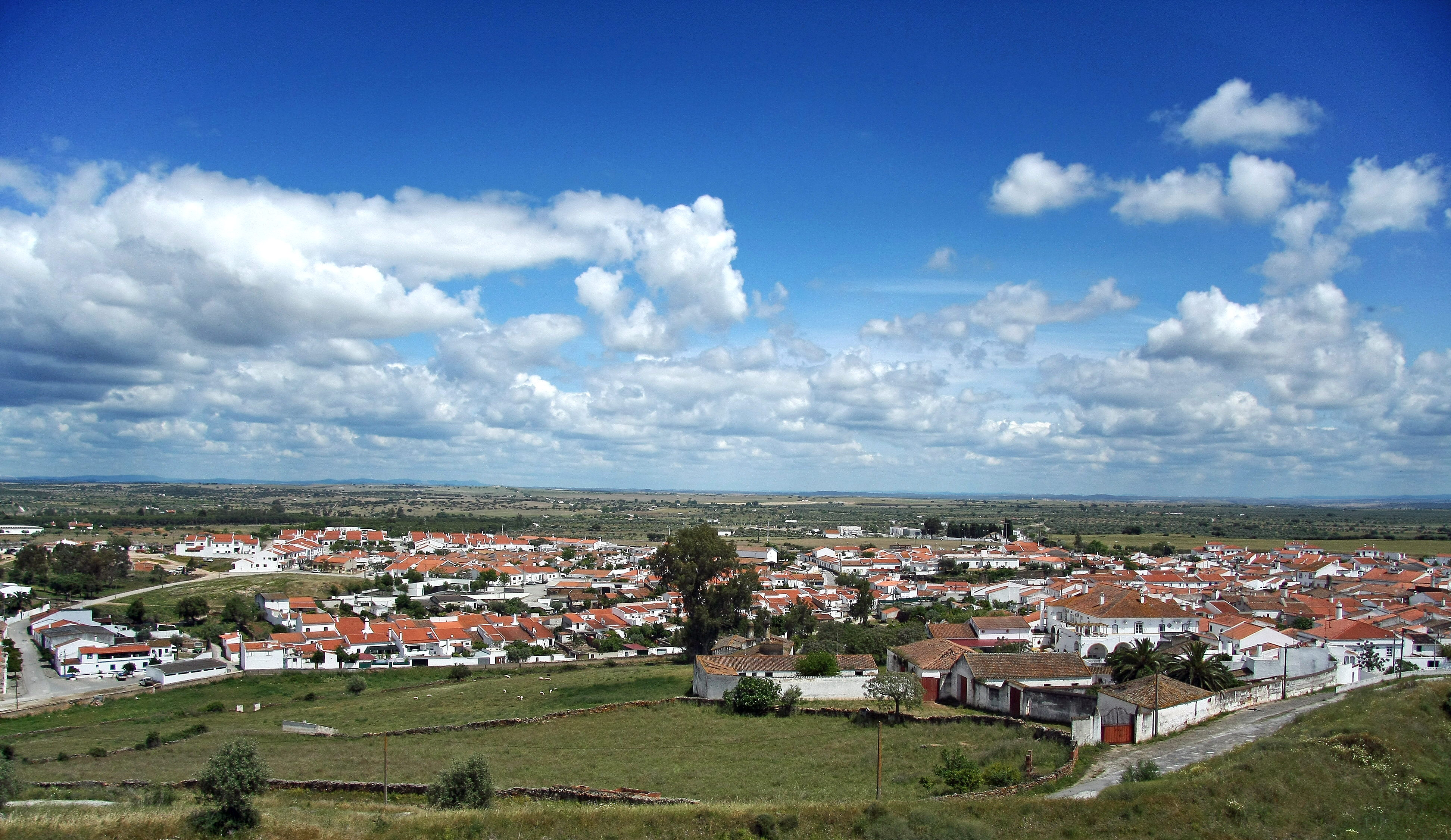
Mourão - Portugal